# بيتسي كينغ
بيتسي كينغ (بالإنجليزية: Betsy King)‏ هي لاعبة غولف أمريكية، ولدت في 13 أغسطس 1955 في ريدينغ في الولايات المتحدة.

## وصلات خارجية
- بيتسي كينغ على موقع رابطة لاعبات الغولف المحترفات (الإنجليزية)